# James Maddison
James Daniel Maddison (Coventry, 23 de novembro de 1996) é um futebolista inglês que atua como meio-campista. Atualmente joga no Tottenham.

## Carreira

### Coventry City
Maddison se juntou as divisões de base do Coventry City e foi incluído no time principal em 2013–14, embora não tenha atuado. Ele fez sua estréia em agosto de 2014, entrando como substituto na derrota por 2 a 1 para o Cardiff City.
Maddison fez sua estréia na liga, novamente como um substituto, em uma derrota em casa por 3 a 1 contra o Bristol City e sua estreia no campeonato como titular no jogo seguinte, contra o Oldham Athletic. Ele marcou seu primeiro gol na liga no jogo, com um tiro livre no primeiro tempo, já que os Sky Blues perderam o jogo por 4 a 1.
Em novembro de 2014, Maddison assinou seu primeiro contrato profissional, com duração de três anos e meio, mas perdeu muito do resto da temporada de 2014–15 após ser expulso durante uma derrota no Boxing Day para Doncaster Rovers e, em seguida, pegar uma lesão nas costas.

### Norwich City

#### Empréstimos para o Coventry City e Aberdeen
Em 1 de fevereiro de 2016, Maddison juntou-se ao Norwich City em um contrato de três anos e meio por uma quantia não revelada, mas foi imediatamente emprestado de volta ao Coventry City pelo restante da temporada. Em 31 de agosto de 2016, Maddison foi emprestado ao Aberdeen para a primeira parte da temporada 2016-17  Ele fez sua estréia como substituto contra o Inverness Caledonian Thistle, em seguida, começou como titular e marcou no próximo jogo em uma vitória por 3 a 1 contra o Dundee United. 
Em 25 de setembro de 2016, ele marcou aos 90 minutos contra o Rangers para garantir uma vitória por 2 a 1 contra o Aberdeen.

#### Retorno ao Norwich City
Depois de voltar do empréstimo do Aberdeen, Maddison fez sua tão esperada estréia no campeonato com o Norwich City em 17 de abril de 2017, chegando como substituto no segundo tempo e marcando na vitória de 3 a 1 contra o Preston North End em Deepdale. Maddison assinou um novo contrato em 29 de junho de 2017, estendendo sua permanência no Carrow Road até 2021. Com a chegada do novo técnico Daniel Farke, Maddison teve partidas regulares na equipe durante a temporada 2017–18. Ele marcou o único gol em uma vitória por 1-0 com o Norwich City no Riverside Stadium contra o Middlesbrough em 26 de setembro de 2017. Maddison, em seguida, marcou novamente contra o Reading no Estádio Madejski em 30 de setembro de 2017. Em abril de 2018 ele foi nomeado para o prêmio de Melhor Jogador Jovem da Temporada da EFL Championship. Em 28 de abril de 2018 ele foi nomeado Jogador da Temporada de Norwich City.

### Leicester City
Em 20 de junho de 2018, Maddison se juntou ao Leicester em um contrato de cinco anos e se uniu por uma quantia não revelada, estimada em 22 milhões de libras com 2 milhões de libras em acréscimos. Após vários anos em alta, e conquistando a Copa da Inglaterra, na temporada 2020-21 e a Supercopa da Inglaterra em 2021, foi rebaixado para a Segunda Divisão Inglesa, na temporada 2022-23.

### Tottenham
O Tottenham anunciou, em 28 de junho de 2023, a contratação de James Maddison, junto ao Leicester até junho de 2028, o negócio custou 46 milhões de euros (R$ 243 milhões) aos cofres dos Spurs.

## Seleção Inglesa
Em março de 2016, Maddison foi convocado para o time inglês sub-20 mas não pôde jogar devido a lesão. Em seguida, foi convocado em novembro de 2017. E fez sua estréia contra a Ucrânia sub-20.

## Títulos
Leicester City
- Copa da Inglaterra: 2020–21
- Supercopa da Inglaterra: 2021

Tottenham
- Liga Europa da UEFA: 2024–25[14]